# Paralia (Grecia occidentale)
Paralia (in greco Παραλία?) è un ex comune della Grecia nella periferia della Grecia Occidentale (unità periferica dell'Acaia) con 9 074 abitanti secondo i dati del censimento 2001.
È stato soppresso a seguito della riforma amministrativa, detta Programma Callicrate, in vigore dal gennaio 2011 ed è ora compreso nel comune di Patrasso.

## Località
Paralia è suddiviso nelle seguenti comunità:
- Mintilogli
- Paralia
- Roitika